# Blommersia dupreezi
Blommersia dupreezi — вид жаб родини мадагаскарських жаб (Mantellidae). Виділений у 2023 році з виду Blommersia blommersae на основі генетично-молекулярних досліджень.

## Поширення
Вид є ендеміком Мадагаскару. Виявлений у заповіднику Сант-Люс на південному сході острова.